# Ballestería
Se llama ballestería al arte de usar la ballesta, generalmente, en la caza por lo que venía a ser sinónimo de montería o caza mayor. 
Así lo define Alonso Martínez de Espinar en su Arte de ballestería y montería:

Ballestería y montería son un acto en el que el hombre, con maña y violencia, reduce a su dominio los más silvestres y fieros animales valiéndose para esto de diferentes engaños e instrumentos como son ballesta, arcabuz, lanza, venablos, lebreles, etc.
libro 1, capítulo 4